# محوطه ارگ روستای مزرج
محوطه ارگ روستای مزرج مربوط به سده ۵ تا ۱۰ ق است و در شهرستان قوچان، بخش مرکزی، روستای مزرج واقع شده و این اثر در تاریخ ۲۴ اسفند ۱۳۸۳ با شمارهٔ ثبت ۱۱۶۷۴ به‌عنوان یکی از آثار ملی ایران به ثبت رسیده است.